# Skinnay Ennis
Skinnay Ennis (Salisbury, 1909. augusztus 13. vagy 1907. augusztus 13. – Beverly Hills, 1963. június 3. vagy 1963. június 2.) amerikai dzsessz- és popénekes, zenekarvezető.

## Pályafutása
Edgar Clyde Ennis Jr.-ként született. Salisburyben, Észak-Karolinában. Egy testvére volt: James W. Ennis.
Hal Kemppel az Észak-Karolinai Egyetemen, Chapel Hillben találkozott. Az ottani Delta Sigma Phi (ΔΣΦ) testvériség tagjai voltak.
Ennis az 1920-as évek végén dobosként és énekesként csatlakozott Kemp zenekarához. 1938-ig játszott vele, ideértve egy európai turnét is (1930).
1938-ban megszervezte saját zenekarát, amely a hollywoodi filmek népszerű együttesévé vált. „Got a Date With an Angel” volt a szignáldaluk. Ebben az időben Gil Evans számára hangszerelt.
1938-ban zenekarvezető volt Bob Hope rádióműsorában, majd belépett a hadseregbe. A háború végén visszatért Hollywoodba, és az 1946–1947-es szezonban csatlakozott az Abbott és Costello rádióműsorhoz.
Az 1950-es évek vége felé Ennis karrierje elhalványult, és többnyire Los Angeles környéki szállodákban dolgozott. Ennisről és zenekaráról a gyászjelentése így számolt be: „zenekara az ország minden jelentősebb táncpalotájában fellépett.”

## Albumok
- 1992: The Uncollected Skinnay Ennis & His Orchestra (1947-1948)
- 1992: 1956-1957 – Live in Stereo (Hal Kemp Remembered)
- 1992: Skinnay Ennis & His Orchestra – 1956-1957 Live in Stereo (Hal Kemp Remembered)

## Filmek
- Skinnay Ennis az IMDb-n

## Fordítás
Ez a szócikk részben vagy egészben  a   Skinnay Ennis című angol Wikipédia-szócikk ezen változatának fordításán alapul.  Az eredeti cikk szerkesztőit annak laptörténete sorolja fel. Ez a jelzés csupán a megfogalmazás eredetét és a szerzői jogokat jelzi, nem szolgál a cikkben szereplő információk forrásmegjelöléseként.